# Жовна іберійська
Жовна атласька (Picus sharpei) — вид птахів роду Жовна.

## Зовнішність

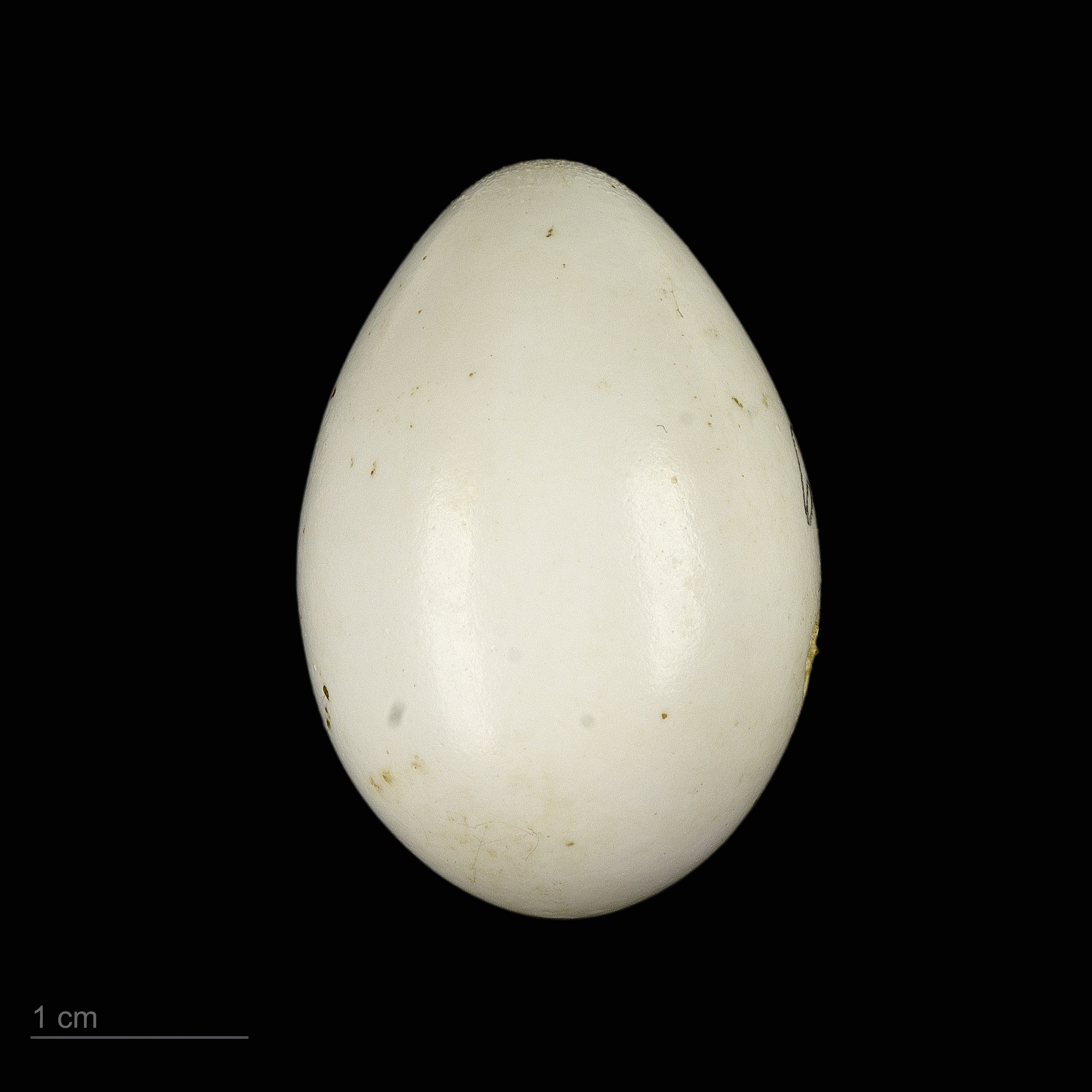
яйце Picus sharpei - Тулузький музей

Довжина 30–34 см. Переважно зелений. Жовтуваті круп і верхньохвостовий покриви, очевидні в польоті. Верх голови червоний, а потилиця часто плямисто-сіра. Вушна, щічна й горлова області сіруваті з жовтуватими відтінками. Внутрішнє пір'я хвоста чорне. Дзьоб сірий, основа чорнувата. Ноги сірі. Райдужна оболонка біла або рожева. Статевий диморфізм помітний: у самця червоний низ щічної області з тонким неповним чорним краєм; у самиці він сіруватий, а верх голови з додаванням помаранчевого.

## Середовище проживання
Поширений на Іберійському півострові: Португалія, Іспанія, Андорра, південь Франції; мешкає на висотах від 0 до 3000 метрів. Мешкає у відносно сухих відкритих лісових масивах, як листопадних, так і змішаних, а також плантаціях, садах, сільськогосподарських угіддях і пасовищах, парках і садах, а також у трав'яних дюнах, однак для необхідна наявність кількох великих дерев по сусідству.

## Поведінка
Яйцекладіння: кінець березня — червень. Обоє батьків висиджують кладку, яка зазвичай становить від п'яти до восьми яєць. Гніздо закладається на висоті до 10 м у дереві. Харчується насамперед наземними мурахами; додатково іншими комахами й на землі й на дереві, іноді споживає фрукти.

## Загрози
Серйозних загроз для цього виду не виявлено. Втрата середовища проживання (наступ сільського й лісового господарств, пожежі) ще не є великою проблемою, але вважається, що в наступні роки це може стати такою.